# Казе Мороло (Рим)
Казе Мороло је насеље у Италији у округу Рим, региону Лацио.
Према процени из 2011. у насељу је живело 15 становника. Насеље се налази на надморској висини од 254 м.